# Mirones
Mirones es una localidad del municipio español de Miera, en Cantabria. Tenía en 2021 una población de 130 habitantes (INE). Se encuentra a 215 m sobre el nivel del mar y dista 5 km de La Cárcoba, capital municipal.

## Naturaleza

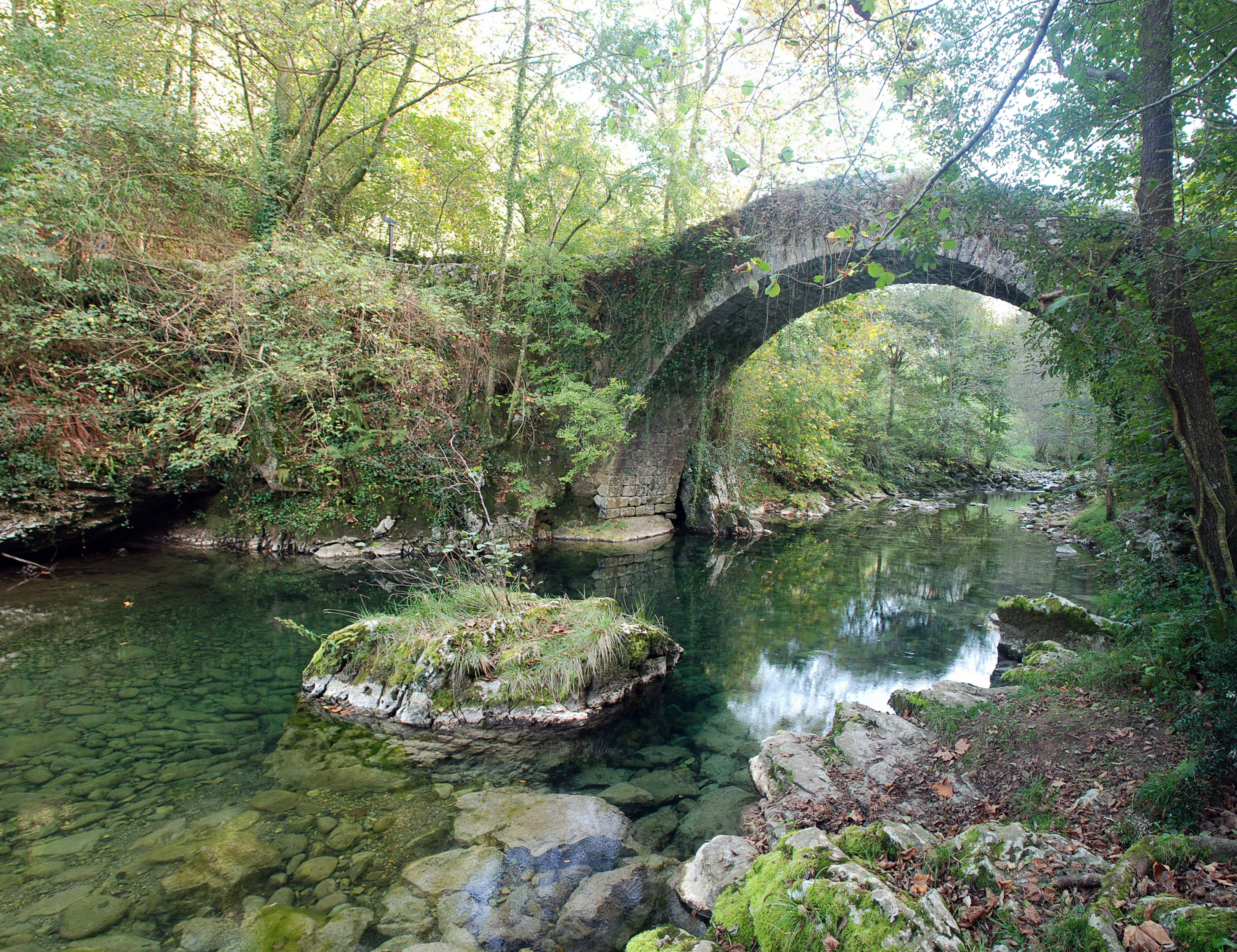
Puente en Mirones

Por Mirones, incrementado desde aquí por el gran caudal de la Fuente de Rebollar, pasa el río Miera, que tiene aquí un coto truchero, el llamado Coto Mirones. Puede ascenderse al macizo de las Enguizas, de calizas urgonianas y que alcanza los 961 m s. n. m., así como a su simétrico respecto al río, la Peña Yagos, y a la Peña Pelada (700 m s. n. m.), abriéndose desde todos ellos una visión panorámica hacia la franja costera del Mar Cantábrico, cuya línea de costa correspondiente a la Bahía de Santander dista escasos kilómetros de este tramo del Valle Medio del Miera.  
Son  destacables por sus dimensiones e hidrología, las grandes cavidades que emergen por la Fuente de Rebollar y el Cobillo del Machorro generadas por las aguas conducidas hasta el río Miera bajo las calizas del macizo de Las Enguizas, sobre lecho de areniscas wealdenses de la ladera occidental del valle; parte de sus aguas proceden en cabecera de los sumideros de El Cuevo de Noja y de Los Averones, respectivamente. Al contrario que éstas, las grandes cuevas existentes más al Sur y en la margen opuesta del Río Miera vierten hacia el valle del Asón, contribuyendo a la configuración del sistema cavernícola del Alto del Tejuelo, con más de 200 km explorados y que corresponde sobre el Miera con los paleo-accesos de las cuevas de La Puntida, El Sapo y Salitre, configuradas sobre la Falla de Esles.

## Patrimonio, arquitectura y paisaje
Dentro del término de Mirones se encuentra la Cueva del Rascaño, con restos del Auriñaciense y del Magdaleniense. De su patrimonio arquitectónico destaca la iglesia de San Román, que data del siglo XVII pero muy reformada a principios del XX, y el «Hotel París» o «Torre de la Cantolla», singular edificio construido con elementos modernistas por el indiano Primitivo Pérez Acebo para escuela de niños y niñas de los barrios de Mirones, así como la arquitectura rural dispersa. Son también mencionables las redes de carreteras industriales y el puente del siglo XVIII sobre el Miera. 
Por algunas antiguas vías de origen ganadero o industrial se han marcado sendas peatonales de pequeño recorrido por parajes paisajísticos, etnográficos y naturales sobresalientes. 